# 白卓 HAKUTAKU
『白卓 HAKUTAKU』（はくたく）は、石川光貴による日本の漫画。『週刊少年ジャンプ』（集英社）において、2024年43号から2025年10号まで連載された。連載開始時には、本作のPVが公開された。話数カウントは「HAKUTAKU.」。

## 沿革
2024年9月2日発売の『週刊少年ジャンプ』2024年40号にて、本作も含む3号連続新連載を発表。単行本発売前の同年12月11日、12日にはYouTubeのジャンプチャンネルにて、ボイスコミックを公開。
単行本1巻発売日の前日となる2025年2月3日発売号の『週刊少年ジャンプ』2025年10号で完結した。

## あらすじ
1人遊びが好きで同級生にパシリとして扱われながらそれをゲーム感覚で楽しんで日々を過ごしていた高校生日隈橙。ある日は彼は高校にずっと来てなかった同級生能登來暇に授業の課題で制作するゲームで同級生たちを驚かせてやろうと誘われてゲーム制作の世界へ入っていく。

## 登場人物
声はボイスコミックの担当声優。
日隈 橙（ひくま だいだい）
声 - 内山夕実
男性。高校1年生。短髪黒髪。一人遊びが好きだったのもあって友達はなかなかできずに同級生からパシリとして扱われたがそれを楽しんでいた。來暇と出会ったことでゲーム制作にのめり込んでいく。
能登 來暇（のと らいか）
声 - 伊瀬茉莉也
女性。橙のクラスメイト。長髪染髪。一人称は俺で男性の格好をしている。幼少期に興味を持ったゲーム制作にのめり込んでるのもあって入学後から高校を休んでいた。橙とゲーム制作に誘って共同でゲームを作っていく。実家は酒屋。

## 用語
能登酒店
永山商店街にある來暇の実家。

## 書誌情報
- 石川光貴『白卓 HAKUTAKU』集英社〈ジャンプ・コミックス〉、全2巻
  1. 「はじめから」2025年2月4日発売[7][8]、ISBN 978-4-08-884396-4
  2. 「彼方より」2025年4月4日発売[9]、ISBN 978-4-08-884452-7